# Gabi Pauli
Gabi Pauli es una deportista alemana que compitió en triatlón. Ganó tres medallas en el Campeonato Mundial de Triatlón de Invierno entre los años 2000 y 2006, y cuatro medallas en el Campeonato Europeo de Triatlón de Invierno entre los años 1999 y 2004.

## Palmarés internacional
| Campeonato Mundial | Campeonato Mundial      | Campeonato Mundial | Campeonato Mundial |
| Año                | Lugar                   | Medalla            | Prueba             |
| ------------------ | ----------------------- | ------------------ | ------------------ |
| 2000               | Jaca (España)           | Medalla de plata   | Individual         |
| 2002               | Brusson (Italia)        | Medalla de bronce  | Individual         |
| 2006               | Sjusjøen (Noruega)      | Medalla de bronce  | Individual         |
| Campeonato Europeo |                         |                    |                    |
| Año                | Lugar                   | Medalla            | Prueba             |
| 1999               | Malles Venosta (Italia) | Medalla de plata   | Individual         |
| 2000               | Donovaly (Eslovaquia)   | Medalla de bronce  | Individual         |
| 2001               | Lago Achen (Austria)    | Medalla de bronce  | Individual         |
| 2004               | Wildhaus (Suiza)        | Medalla de plata   | Individual         |